# Fresneda de la Sierra Tirón
Fresneda de la Sierra Tirón est une commune d'Espagne dans la communauté autonome de Castille-et-León, province de Burgos. Elle s'étend sur 61,17 km2 et comptait environ 140 habitants en 2011.